# Erik Gilk
Erik Gilk (* 26. února 1973 Boskovice) je český literární historik a kritik.

## Život a působení
Vystudoval bohemistiku a historii na Filozofické fakultě Masarykovy univerzity v Brně, od roku 2000 působí na Katedře bohemistiky Filozofické fakulty Univerzity Palackého v Olomouci. Těžiště jeho odborného zájmu je česká próza v první polovině 20. století, zvláště osobnosti Karla Poláčka nebo Františka Langera, Almanach na rok 1914 či český impresionismus. Zaměřuje se ale též na současnou literaturu nebo dílo prozaika Ladislava Fukse. Tomu se věnoval i ve své habilitační práci, jež vyústila v monografii Vítěz i poražený. Prozaik Ladislav Fuks.
Jako literární kritik je zvláště aktivní v časopisech Tvar, Host, Weles či A2. Jeho kritické reflexe vyšly souborně pod titulem Prozaická zastavení (z let 1999 – 2009) a Zápisky o próze české (z let 2010 – 2017).
V letech 2015 – 2017 byl členem poroty Státní ceny za literaturu.

## Dílo
- Gilk E. (ed.) Impresionismus v české kultuře (1880-1920). 2020.
- Gilk E. Zápisky o próze české. 2019.
- Gilk E. Dějiny moderní české literatury I. 2018.
- Cahová I., Gilk E., Lukáš M. Tobě zahynouti nedám. Česká časopisecká šoa povídka 1945-1989. 2017.
- Gilk E. Almanach na rok 1914. Mezi modernou a avantgardou. 2016.
- Machala L., Gilk E., Kolářová J., Komenda P., Malý R., Schneider J., Galík J., Hora P., Podivínský M., Petrů E., Skalička J., Štěrbová A. Panorama české literatury (1) do roku 1989. 2015.
- Gilk E. Almanach na rok 1914. 2014.
- Gilk E. Literárně kritické praktikum. 2012.
- Gilk E. Literárněkritické praktikum. 2012.
- Machala L., Gilk E., Kolářová J., Pořízková L., Schneider J., Zemanová Z. Panorama polistopadové české literatury s medailony autorů a kritickými ohlasy. 2012.
- Gilk E. Prozaická zastavení. 2010.
- Gilk E. Poetiky a kontexty prózy Karla Poláčka. 2005.